# Arcadia (Band)
Arcadia war eine britische Band, die 1985 als Nebenprojekt von Duran Duran gegründet wurde.

## Geschichte
Nach der Veröffentlichung von „A View to a Kill“, dem Titelsong zum gleichnamigen James-Bond-Film (deutscher Titel: „Im Angesicht des Todes“), gründeten Simon Le Bon, Roger Taylor und Nick Rhodes von Duran Duran Mitte 1985 das Nebenprojekt Arcadia, um musikalisch zu experimentieren und neue Wege zu beschreiten. Der Bandname Arcadia wurde inspiriert von dem Gemälde Et in Arcadia ego des französischen Malers Nicolas Poussin.
Die erste Single Election Day wurde im Spätsommer 1985 veröffentlicht und kam in den USA und Großbritannien in die Top 10.
Mit dem einzigen Album So Red the Rose schaffte Arcadia im Herbst 1985 einen Platin-Erfolg, der durch Gastauftritte von Grace Jones, Sting, Herbie Hancock und David Gilmour unterstützt wurde.
Als weitere Singles wurden im Frühjahr 1986 die Titel The Promise und The Flame ausgekoppelt. Ebenfalls 1986 wurde die nicht auf dem Album enthaltene Single Say The Word veröffentlicht, der Titelsong zum Film Playing for Keeps.
Die Musik von Arcadia ist durch einen teils melancholischen und extrem Synthesizer-lastigen Sound gekennzeichnet.
Das Projekt endete im Sommer 1986 mit der Reunion von Duran Duran und der Aufnahme des Albums Notorious, wobei Roger Taylor seinen vorläufigen Ausstieg aus dem Musik-Geschäft bekanntgab.

## Diskografie

### Alben
| Jahr | Titel           | Höchstplatzierung, Gesamtwochen, AuszeichnungChartplatzierungen (Jahr, Titel, Platzierungen, Wochen, Auszeichnungen, Anmerkungen) | Höchstplatzierung, Gesamtwochen, AuszeichnungChartplatzierungen (Jahr, Titel, Platzierungen, Wochen, Auszeichnungen, Anmerkungen) | Höchstplatzierung, Gesamtwochen, AuszeichnungChartplatzierungen (Jahr, Titel, Platzierungen, Wochen, Auszeichnungen, Anmerkungen) | Höchstplatzierung, Gesamtwochen, AuszeichnungChartplatzierungen (Jahr, Titel, Platzierungen, Wochen, Auszeichnungen, Anmerkungen) | Höchstplatzierung, Gesamtwochen, AuszeichnungChartplatzierungen (Jahr, Titel, Platzierungen, Wochen, Auszeichnungen, Anmerkungen) | Anmerkungen                             |
| Jahr | Titel           | DE | AT | CH | UK | US | Anmerkungen                             |
| ---- | --------------- | --- | --- | --- | --- | --- | --------------------------------------- |
| 1985 | So Red The Rose | DE55 (2 Wo.)DE | — | — | UK30 (10 Wo.)UK | US23 Platin · (17 Wo.)US | Erstveröffentlichung: 18. November 1985 |

### Singles
| Jahr | Titel Album                        | Höchstplatzierung, Gesamtwochen, AuszeichnungChartplatzierungen (Jahr, Titel, Album, Platzierungen, Wochen, Auszeichnungen, Anmerkungen) | Höchstplatzierung, Gesamtwochen, AuszeichnungChartplatzierungen (Jahr, Titel, Album, Platzierungen, Wochen, Auszeichnungen, Anmerkungen) | Höchstplatzierung, Gesamtwochen, AuszeichnungChartplatzierungen (Jahr, Titel, Album, Platzierungen, Wochen, Auszeichnungen, Anmerkungen) | Höchstplatzierung, Gesamtwochen, AuszeichnungChartplatzierungen (Jahr, Titel, Album, Platzierungen, Wochen, Auszeichnungen, Anmerkungen) | Höchstplatzierung, Gesamtwochen, AuszeichnungChartplatzierungen (Jahr, Titel, Album, Platzierungen, Wochen, Auszeichnungen, Anmerkungen) | Anmerkungen                         |
| Jahr | Titel Album                        | DE | AT | CH | UK | US | Anmerkungen                         |
| ---- | ---------------------------------- | --- | --- | --- | --- | --- | ----------------------------------- |
| 1985 | Election Day So Red The Rose       | DE21 (12 Wo.)DE | — | CH18 (6 Wo.)CH | UK7 (8 Wo.)UK | US6 (16 Wo.)US | Erstveröffentlichung: Oktober 1985  |
| 1985 | Goodbye Is Forever So Red The Rose | — | — | — | — | US33 (10 Wo.)US | Erstveröffentlichung: Dezember 1985 |
| 1986 | The Promise So Red The Rose        | DE72 (3 Wo.)DE | — | — | UK37 (4 Wo.)UK | — | Erstveröffentlichung: Januar 1986   |
| 1986 | The Flame So Red The Rose          | — | — | — | UK58 (4 Wo.)UK | — | Erstveröffentlichung: Juli 1986     |

Weitere Singles
- 1986: Say The Word (Playing for Keeps [O.S.T.])